# Muthupet
Muthupet (en tamoul : முத்துப்பேட்டை) est une ville du sud-est de l'Inde à statut de nagar panchayat située dans le district de Tiruvarur, dans l'État du Tamil Nadu.
Le panchayat de Muthupet a été constitué en 1962. Sa superficie est de 12,80 km2.

## Démographie
Muthupet a une population de 39 722 habitants, dont 47% d'hommes et 53% de femmes. Son taux d'alphabétisation moyen de 71% est supérieur à la moyenne nationale (59,5%) : les hommes sont alphabétisés à 78% et les femmes à 65%. L'islam est la religion principale, avec environ 76,4% de la population de la ville.
Le tamoul est la langue officielle et aussi la plus parlée. Le dialecte le plus couramment utilisé est le tamoul central (en).

## Géographie
Muthupet se trouve dans le district de Tiruvarur, entre Thiruthuraipoondi (en) et Pattukkottai (en), à environ 360 km de Chennai. Elle se trouve au bord du détroit de Palk, dans le golfe du Bengale, tout au sud du delta de la Kaveri. Deux cours d'eau intermittents, la Koraiyar (en) et la Pamaniyar (en), se rejoignent dans la lagune de Muthupet, qui est riche en poissons.
Muthupet a été fortement affectée par le cyclone Gaja (en) aux premières heures du 16 novembre 2018. Des rafales de vent atteignant 140-160 km/h ont détruit des centaines de huttes et abattu des milliers d'arbres à Muthupet même ; de nombreux toits en tôle ondulée ont été arrachés. Plus de 500 poteaux électriques et plus de 20 transformateurs ont été abattus : la ville a été privée d'électricité pendant 20 jours.

## Culture
La culture locale est fortement influencée par l'islam. La vie tourne autour des appels à la prière (adhan), qui rythment la vie quotidienne. La ville possède 15 mosquées.
Les hommes sont très souvent vêtus de longhis. Les pantalons sont portés par les lycéens et les étudiants. Les femmes musulmanes observent le purdah et beaucoup portent le niqab (un tissu supplémentaire qui voile tout le visage sauf les yeux).
Comme les autres sociétés marakkar (en) traditionnelles, elle est assez endogamique, les habitants évitant en général de se marier en dehors de la ville.

## Mangroves et lagune de Muthupet

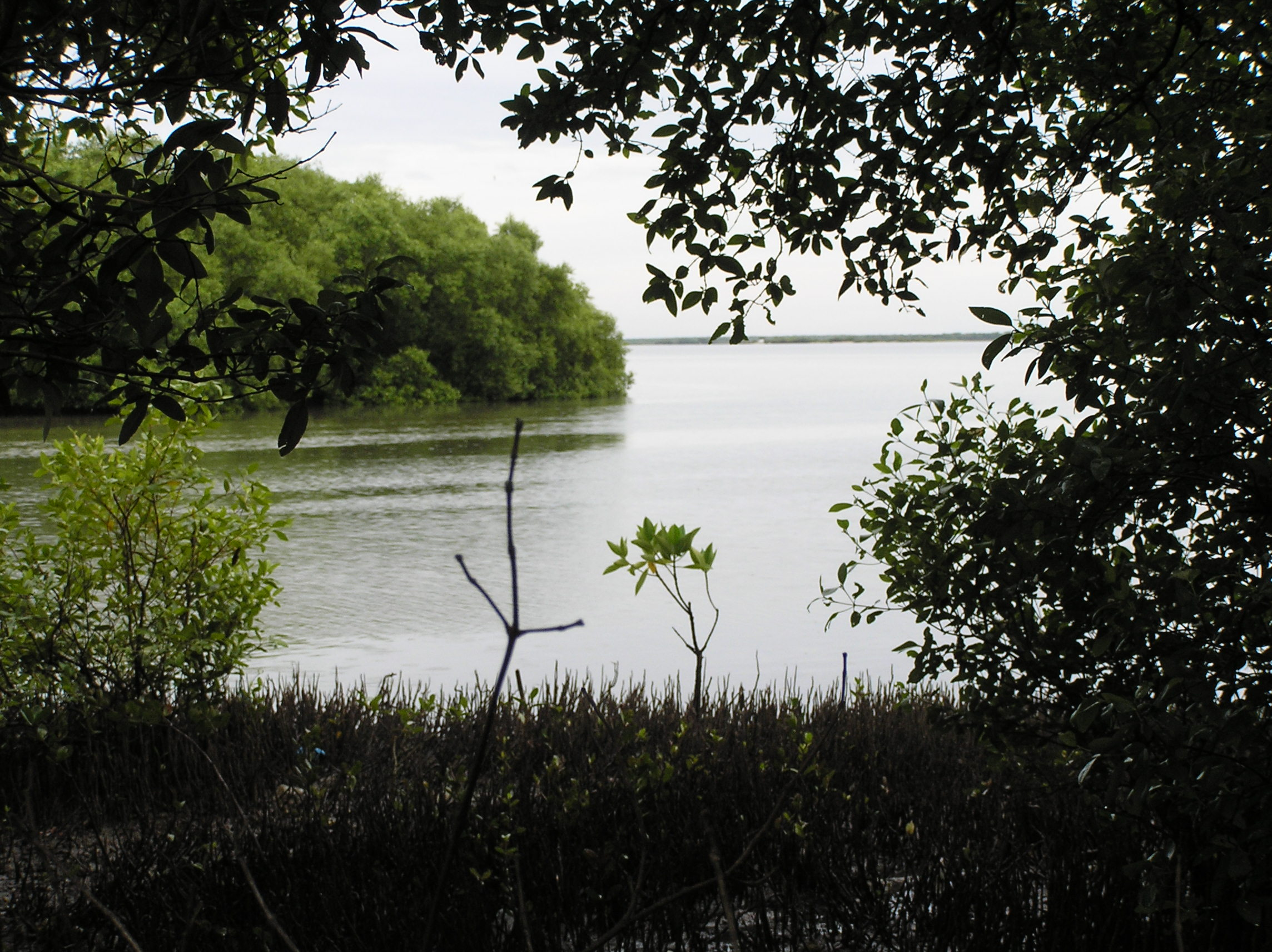
Avicennia marina dans la mangrove en bordure de la lagune de Muthupet.

La forêt de mangrove de Muthupet se trouve au sud du delta de la Kaveri ; elle couvre une superficie d'environ 13 500 ha dont seulement 4% sont occupés par des mangroves adultes. 
La Koraiyar (en), la Pamaniyar (en), la Kilaithankiyar, la Marakkakoraiyar et d'autres tributaires de la Kaveri traversent Muthupet et les villages alentour. À leur extrémité, ils forment une lagune avant de rejoindre la mer.
Les limites nord et ouest de la lagune sont occupées par un sol limoneux, boueux et dépourvu de mangroves. Les mangroves s'étendent de manière discontinue au-delà de la lagune de Muthupet le long du cordon littoral jusqu'à la Pointe Calimère.
De 1853 à 1912, la forêt de mangroves de Muthupet était sous le contrôle du département des Chatram (établissements de charité). En 1937 elle est passée sous celui du département des forêts de la présidence de Madras. Elle dépend aujourd'hui du département des forêts du Tamil Nadu. Elle est divisée en six réserves forestières : Palanjur, Thamarankottai, Maravakkadu, Vadakadu, Thuraikadu et Muthupet.
La réserve forestière de Muthupet couvre la lagune, les chenaux et les vasières. La lagune de Muthupet se trouve à 8 km de la ville et n'est accessible que par bateau. Sa profondeur moyenne est seulement d'un mètre. Le fond est formé d'un substrat d'argile limoneuse. Les fluctuations des marées découvrent les bancs d'huîtres et les racines à marée basse.
Ces marées jouent aussi un rôle majeur dans la dispersion des graines de la mangrove, où l'espèce dominante est le palétuvier Avicennia marina.
La vasière sud sépare la lagune de la mer adjacente avec une embouchure permanente et des voies navigables peu profondes ouvertes de façon saisonnière. Cette vasière ressemble à un désert en été, mais la présence de gastéropodes morts sous la couche superficielle du sol et l'érosion en son  centre révèlent sa submersion lors des crues.
Les mangroves ont poussé près du niveau de l'eau du côté du lagon mais pas du côté de la mer, peut-être à cause la différence de nature du dépôt de fin limon argileux qui est transporté par les rivières. Des prés salés bordent  l'intérieur de la forêt. Dans la partie centrale dégradée de la vasière, le limon fin et mou se trouve uniquement autour des prés salés. Le sol stérile restant est de l'argile dure qui peut être due à l'érosion du limon de surface par le vent ou les eaux de crue. Des milliers de troncs enracinés partiellement décomposés du côté sud-est de la lagune de Muthupet révèlent une ancienne exploitation forestière indiscriminée.

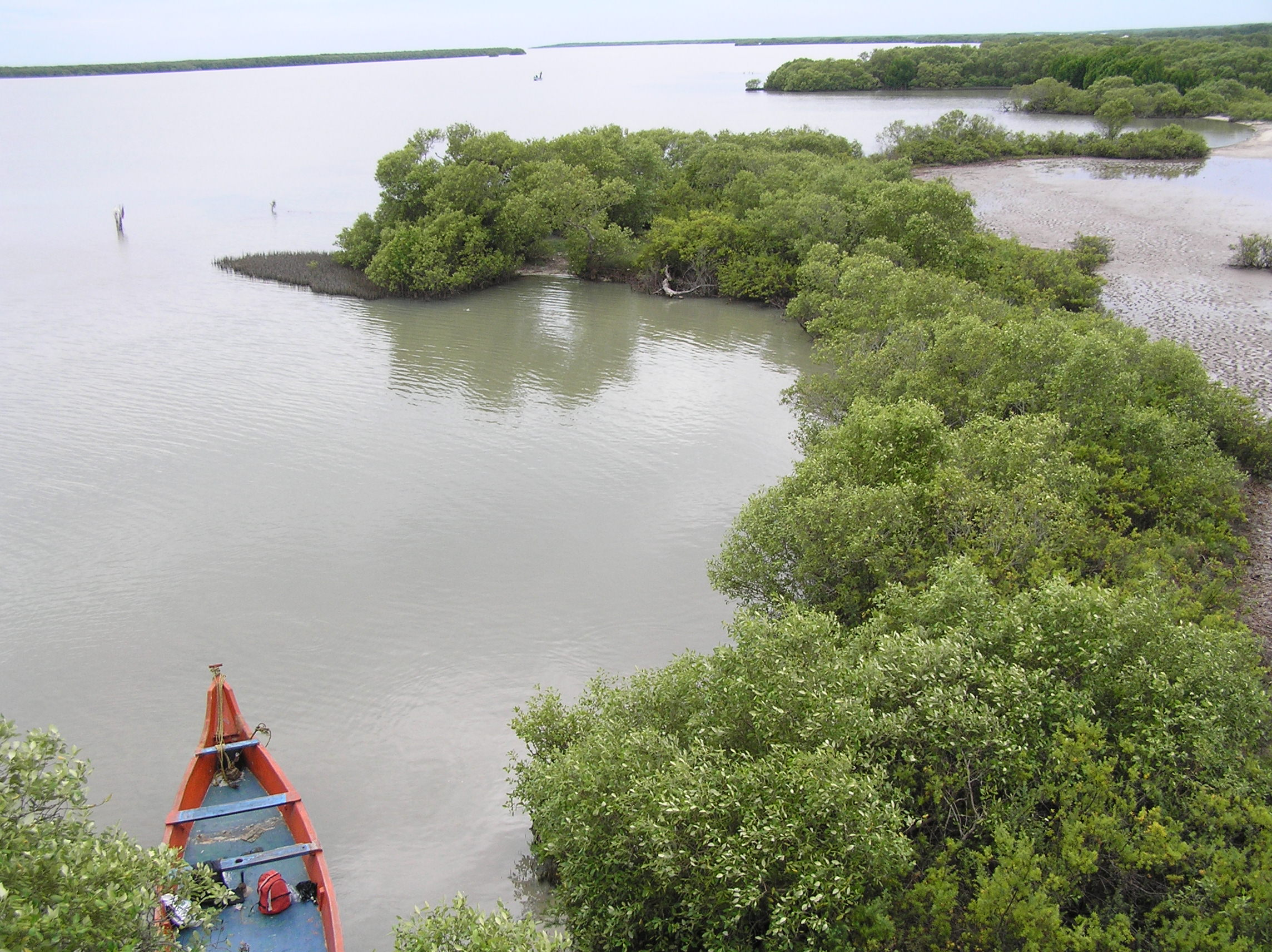
Vue de la lagune de Muthupet.
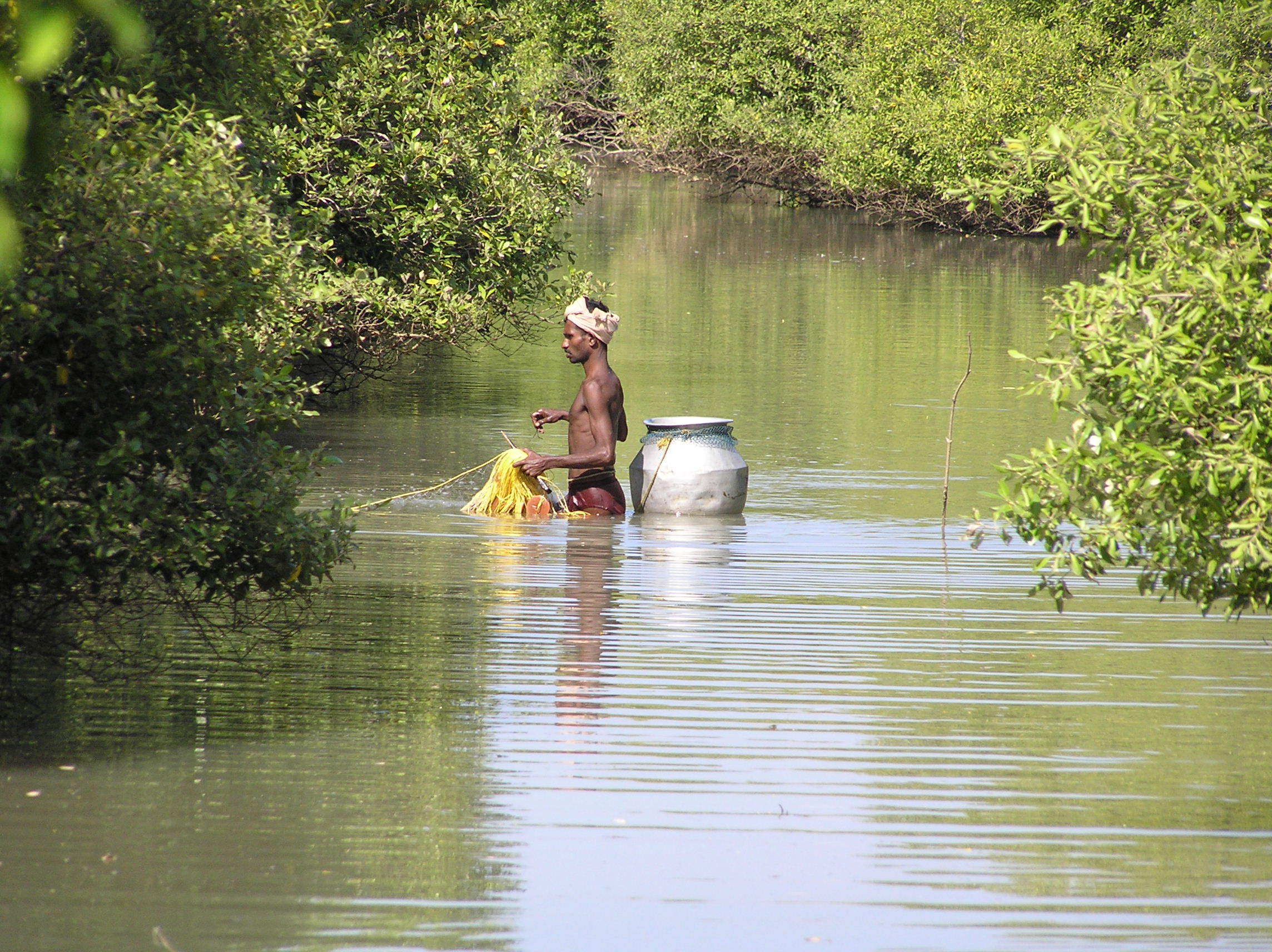
Un pêcheur traditionnel dans la mangrove.
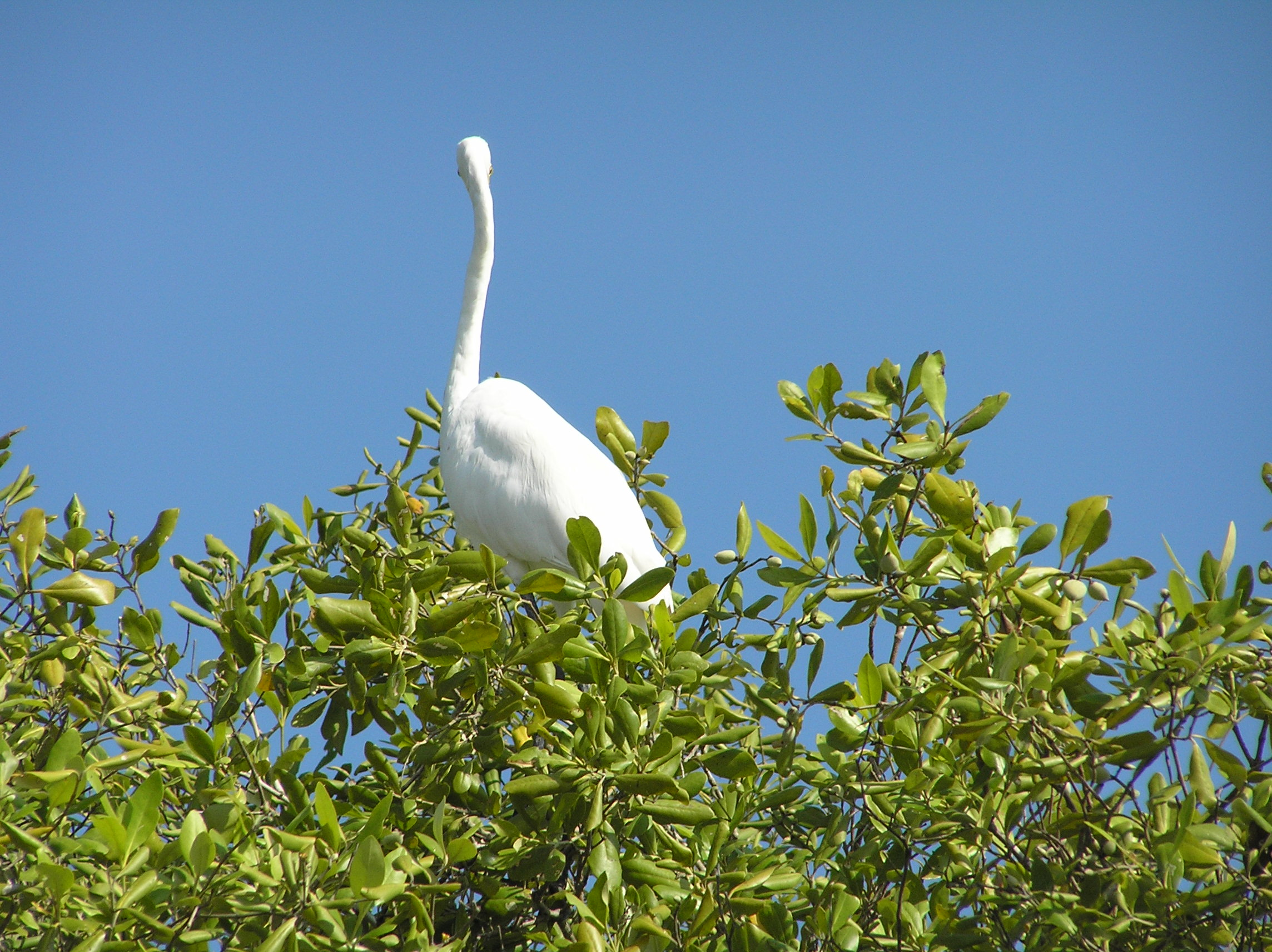
Une aigrette sur un palétuvier dans la mangrove.

Larges de 100 à 150 m et longues  5 à 6 km, les mangroves de la partie orientale de la lagune de Muthupet sont comparativement moins denses que dans d'autres zones. Le département des forêts du Tamil Nadu a creusé plusieurs canaux à travers la vasière. Chaque canal, qui améliore le mouvement de l'eau entre la mer et la lagune, possède plusieurs sous-canaux de chaque côté avec un nombre important de plants de mangrove.

## Économie
Muthupet est célèbre pour ses noix de coco et sa pêche, ainsi que pour ses fermes aquatiques. Son activité la plus ancienne est la pêche.

## Dargah de Muthupet
Muthupet possède un dargah datant de 700 ans, d'architecture traditionnelle mahratte. Ce sanctuaire islamique porte le nom d'« Andavar Sheikh Dawood Khamil Oliyullh ». La plupart de ses visiteurs viennent du Kerala et du Karnataka, avec aussi des étrangers du Pakistan, du Bangladesh, du Sri Lanka, de Malaisie, etc.

## Transports
Muthupet est reliée par la route et le rail avec les principales villes du Tamil Nadu. Elle se trouve sur East Coast Road, la route de la côte est entre Chennai et Kânyâkumârî. Des services d'autobus la relient à Pattukkottai (en), Adirampattinam, Thiruthuraipoondi (en) et Mannargudi. Des services de nuit vers Chennai sont assurés par des compagnies privées, en plus des services réguliers de la State Express Transport Corporation (en) (SETC) du Tamil Nadu.
La gare de Muthupet se trouve sur la ligne Karaikkudi—Thiruthuraipoondi (en).
L'aéroport de Tiruchirapalli est l'aéroport international le plus proche, à environ 110 km de Muthupet.
La ville a aussi été un petit port maritime pendant la période britannique. L'ancien bâtiment des douanes près de la côte est un des monuments marquants de Muthupet.
Distances ferroviaires
| Ville             | Distance (en km) |
| ----------------- | ---------------- |
| Chennai           | 371              |
| Bombay            | 1655             |
| Bangalore         | 444              |
| New Delhi         | 2561             |
| Pattukkottai (en) | 21               |
| Thiruvarur        | 50               |
| Adirai            | 15               |

Distances routières
| Ville             | Distance (en km) |
| ----------------- | ---------------- |
| Pattukkottai (en) | 21               |
| Thiruthuraipoondi | 25               |
| Mannargudi        | 34               |
| Thiruvarur        | 60               |
| Thanjavur         | 65               |
| Nagapattinam      | 65               |
| Tiruchirappalli   | 110              |
| Chennai           | 348              |
| Coimbatore        | 320              |
| Thoothukudi       | 275              |
| Madurai           | 165              |
| Kilakarai         | 160              |
| Adirampattinam    | 15               |
| Kayalpattinam     | 302              |
| Vedaranyam        | 40               |

Les tuk-tuk constituent un mode de transport majeur pour les déplacements sur de courtes distances. Pour les longs voyages, les gens préfèrent les taxis privés.

## Infrastructures et services publics
Le bazar de Muthupet alimente non seulement la ville, mais aussi ses villages de banlieue. Muthupet a deux grands marchés aux poissons, qui alimentent aussi les régions environnantes d'autres districts.
L'approvisionnement en électricité de Muthupet est réglementé et distribué par le Tamil Nadu Electricity Board (en) (TNEB). La ville et sa banlieue font partie du cercle de distribution d'électricité de Tiruchirappalli.